# Sô
So.- narod nastanjen na obje obale rijeke Mekong u Tajlandu i Laosu, u planinskim krajevima obraslim tropskim šumama. Ime So u lao-thai jeziku označava  'stariju braću' , a iz razloga što u ovim krajevima žive davno prije njihove  'mlađe braće' , odnosno naroda Yao. So su bilingualni i jezik pripada porodici Mon-Khmer, a služe se i jezikom lao.
Mon-Khmer plemena izvorni su stanovnici ovog područja, no potisnuti su s najboljeg zemljišta u ranim stoljećima od naroda koji govore jezicima thai. Prije nekih 400 godina Thai-govornici tjeraju narod So da napuštaju svoje domove pa ponovno naseljavaju obale Mekonga, te postupno prihvaćaju životni stil naroda Thai i Lao. 
So u Laosu primarno su farmeri. Uzgaja se razno bilje, prvenstveno riža, voće i povrće, kako za domaću upotrebu, tako i za trgovinu. Oni ipak spadaju među najsiromašnije zajednice u njihovom okruženju, i ovisni su od naroda Lao u mnogim dobrima i uslugama. Selâ su najčešća sastajališta s pripadnicima Thai naroda, prvenstveno zbog trgovine mesom i povrćem, a u zamjenu za odjeću i sol.
Kontakt s Thai i Lao narodima glavni su uzrok propadanja njihove kulture i prihvaćanja novih običaja. Tako se za primjer, kod njih se izgubio običaj obrade tla sistemom posijeci-i-spali. Umjesto toga prihvatili su uzgoj 'vodene' riže na terasastim poljima, što je metoda naroda Thai. Njihov uzgoj goveda i njihova polja nalik su onima naroda Thai, i danas ih obrađuju plugom koje vuku bivoli ili volovi. Lov i ribolov također su danas značajna aktivnost u privređivanju. Uz razne običaje kod So-zajednice promjene doživljava i jezik, gradnja kuća i nošnja, a neke detalje u svojoj nošnji sačuvao je tek ženski dio populacije.
So-selo najvažnija je politička jedinica društva. Svako selo ima svoga poglavicu, a svaku obitelj predvodi otac. Mladi oženjeni parovi mogu živjeti s mladenkinom obitelji sve dok sebi ne uspiju priskrbiti vlastiti dom. Tipična kuća je od bambusa.
Budizam koji je u Tajland uveden 329. prije Krista danas prakticira 70% pripadnika naroda So, ali on je često puta miješan s elementima tradicionalnih animističkih vjerovanja, kao što je vjerovanje da i ne-živi elementi posjeduju dušu, traženje zaštite od nadnaravnih bića i objekata i obožavanje predaka, te vjerovanje da svako selo ima svoga duha-zaštitnika. Često puta So-obitelji imaju domaće oltare podignute blizu svojih domova gdje se prinose žrtve duhovima.